# TV.com
„TV.com“ је интернет страница, настала 13. јуна 2005. као замена за интернет страницу „TV Tome“. Власништво је корпорације „CNET Networks“, а бави се телевизијом, посебно ТВ серијама на енглеском језику које се приказују у САД, Уједињеном Краљевству, Канади, Аустралији, Јапану и Ирској. Поред водича по епизодама, на њему се налазе вести везане за САД, критике, фотографије, трејлери и ТВ водичи.